# پرچم فیلیپین
پرچم فیلیپین برای اولین بار در ۱۲ ژوئن ۱۸۹۸ به رسمیت شناخته شد. به‌عنوان پرچم ملی و نشان ملی شناخته می‌شود و همچنین دارای تناسب ۱:۲ می‌باشد. ترکیب رنگ آن دو نوار افقی آبی و قرمز است که در قسمت میله پرچم مثلث سفید رنگی وجود دارد.
در هنگام جنگ، رنگ قرمز و آبی در پرچم فیلیپین جابه‌جا می‌شود.

## نگارخانه

## تاریخچه

### تاریخ شماری
| پرچم                                            | تاریخ                                           | استفاده | توضیحات |
| اسپانیا هند شرق (شبه قاره هند) ۱۵۵۶–۱۸۹۸ میلادی | اسپانیا هند شرق (شبه قاره هند) ۱۵۵۶–۱۸۹۸ میلادی | اسپانیا هند شرق (شبه قاره هند) ۱۵۵۶–۱۸۹۸ میلادی                                                                                                   | اسپانیا هند شرق (شبه قاره هند) ۱۵۵۶–۱۸۹۸ میلادی |
| ----------------------------------------------- | ----------------------------------------------- | --- | --- |
|                                                 | ۱۵۶۵–۱۷۳۰ ۱۷۶۴–۱۸۲۱                             | این پرچم زمانی مورد استفاده قرار گرفت که جزایر فیلیپین بخشی از اسپانیا نو بودند.                                                                  | صلیب بورگوندی: دوشاخه که در زمینه سفید همدیگر را قطع می‌کنند. |
|                                                 | ۱۷۶۲–۱۷۶۴                                       | پرچم درطول استعمار انگلیس مانیل | کمپانی هند شرقی بریتانیا قبل از ۱۸۱۰ |
|                                                 | ۱۸۲۱–۱۸۷۳                                       | در طول حکومت هند شرقی اسپانیا | سه نوار افقی از رنگ‌های قرمز، جوش زرد و قرمز، نوار مرکز بودن دو بار به عنوان گسترده‌ای به عنوان هر نوار قرمز با سلاح در یک سوم اول نوار جوش به رنگ زرد است. بازوها به تاج گذاری و عمودی تقسیم می‌شوند، زمینه قرمز سمت چپ با یک برج به نمایندگی کاستیا، زمینه سفید مناسب با شیر نمایندگی لئون. |
|                                                 | ۱۸۷۳–۱۸۷۴                                       | حکومت هند شرقی اسپانیا (اولین حکومت جمهوری) | تاج سلطنتی از آغوش برداشته شده‌است. |
|                                                 | ۱۸۷۴–۱۸۹۸                                       | حکومت هند شرقی اسپانیا پس از بازگرداندن سلطنت به اسپانیا                                                                                          | پرچم پادشاهی اسپانیا که قبل از اولین جمهوری اسپانیا استفاده می‌شد، دوباره برپا شد. |
| انقلاب فیلیپین - اولین جمهوری فیلیپین           |                                                 | | |
|                                                 | ۱۸۹۷–۱۸۹۸                                       | برای اولین بار از پرچم رسمی جمهوری فیلیپین و در طول انقلاب فیلیپین استفاده می‌شود.                                                                 | این آفتاب دارای هشت پرتوی سفید با چهره اسطوره ای در زمینه قرمز است. |
|                                                 | ۱۸۹۸–۱۹۰۱                                       | طرح پرچم توسط رئیس‌جمهور امیلیو آگوینالدو طرح‌ریزی شده‌است. سایه دقیق رنگ آبی مورد بحث قرار می‌گیرد. سه نوع توسط دولتهای بعدی مورد استفاده قرار گرفت. | مثلث فراماسونی ، هشت پرتو به نمایندگی از هشت استان باغی از فیلیپین برای اولین بار تحت قانون نظامی توسط فرماندار به‌طور کلی قرار داده شده. و خورشید افسانه ای |